# Julian Savulescu
Julian Savulescu, född 22 december 1963, är en australisk filosof och bioetiker. Han har skrivit boken Human Enhancement tillsammans med Nick Bostrom.